# Lower West Side (Chicago)
Pour les articles homonymes, voir Lower West Side.

Situation de Lower West Side dans la ville de Chicago

Lower West Side est l'un des 77 secteurs communautaires de la ville de Chicago aux États-Unis. Le quartier mexicain de Chicago, Pilsen, se trouve dans les limites du secteur.